# BumpTop
A BumpTop egy grafikus felhasználói felület prototípusa, melyet úgy terveztek, hogy egy valódi asztal mindennapi tulajdonságait adja vissza. Kezelése a Tábla PC-knél és a palmtopoknál használt stílusokhoz lett kialakítva. A felhasználó felületet Anand Agrawala vizsgamunkaként fejlesztette ki a Torontói Egyetemen.
A BumpTop-ban a dokumentumokat a virtuális asztalon heverő, háromdimenziós dobozok írják le. A felhasználó a stílus vagy az egér segítségével pozicionálni tudja az asztalon a dobozokat. A rendszer alaposan kidolgozott fizikájának köszönhetően a dokumentumok élethűen ütközhetnek és taszíthatják egymást. A dobozok a stílus ötletes használatával egymásra pakolhatók. Az ún. LasszóMenü többféle műveletre alkalmas, kiválóan használható kijelölésre, a parancsok kiadása pedig körcikkmenükön keresztül történik.

## Google felvásárlás után
A céget 2010-ben a Google felvásárolta. Azt nem lehetett tudni, hogy a Google mit tervez a szoftverrel, spekulációk láttak napvilágot, hogy az Android alapú táblagépek felhasználói felületének átalakításához szánja. Nem sokkal az akvizíció után a BumpTop a honlapjáról eltávolította a szoftvert, majd a honlapján bejelentette, hogy véget ér a fejlesztés és mindössze a Pro változathoz nyújtanak az életciklusának végéig támogatást.
A licencelést és hitelesítést a Google eltávolította honlapról, ennek következtében a szoftvert lehetetlen volt törés (crack) nélkül használni.
Mintegy végső megoldásként a Google kiadta a forráskódját a Google Code szerverén Apache licenc alatt. Nem sokkal a kód publikálását követően elkezdődött karbantartása is.